# 곽일천
곽일천(郭一天, 1955년 12월 20일 ~ )은 유엔 환경 담당관 출신 전문 교육자로서 2010년부터 2018년까지 서울디지텍고등학교를 맡아 혁신적으로 이끌었다. 그 결과 문재인 정부에서 개최한 청년 일자리 창출 회의에 취업 최우수 학교로 청와대에 초청을 받았고 글로벌 현장 학습 우수학교 선정, 영어 중점 창의 경영 학교 지정되는 등 다양한 분야에서 두각을 나타냈다. 2018년 지방 선거 서울특별시교육감 후보로서 보수진영 시민 단체들이 단일 후보 선출을 위해 만든 ‘우리교육감추대시민연합’ 보수 교육감 단일 후보 경선 등록 예정이었으나 중도 포기하였다.

## 학력
- 서울고등학교 졸업
- 美 Northeastern University (노스이스턴 대학) 생물학 학사
- 英 East Anglia University (이스트 앵글리아 대학) 환경관리 정책 박사

## 주요 경력
- 2010 - 2018　　서울디지텍고등학교 교장
- 2004 - 2010　　경원대 사회과학대학장 및 행정학과 교수
- 2002 - 2004　　UN ESCAP (유엔 아시아 태평양 경제 사회 위원회) 환경담당관
- 1995 - 2002　　경원대 사회과학대학 도시행정학과 교수
- 1994 - 2001　　UN Commission on Sustainable Development (유엔 지속개발위원회) 정부 대표
- 1993 - 1995　　한국환경정책ㆍ평가연구원
- 1990 - 1993　　에너지경제연구원

## 기타 경력
- 서울시 공업교장회의 회장
- 경제기획원, 환경부, 산업자원부 국토부 자문위원
- 성남시, 경기도 의제 21 자문위원
- 美 University of Wisconsin-Madison (위스콘신 대학-매디슨) 정책 대학원 Visiting Scholar